# Kerhartice (Česká Kamenice)
Kerhartice (německy Gersdorf) jsou malá vesnice a část města Česká Kamenice v okrese Děčín. Nachází se na severním okraji Českého středohoří, asi šest kilometrů od České Kamenice.

## Historie
První písemná zmínka o vesnici pochází z roku 1382.
Obec byla zasažena poválečným vysídlením německých starousedlíků, kteří v obci tradičně tvořili drtivou většinu obyvatel. Obec se nikdy nepodařilo plně dosídlit a z velké části se vylidnila a zpustla.
Ve vsi stával dům, kde v březnu 1981 tajně koncertovala skupina The Plastic People of the Universe. Tři týdny po koncertu byl dům vypálen, patrně na příkaz Státní bezpečnosti. V podstatě se tak jednalo o poslední koncert skupiny.

## Přírodní poměry
Vesnice je asi tři kilometry dlouhá, je rozložena podél vodního toku Bystrá a místní komunikace. Celou vesnicí protéká směrem od Nového Oldřichova k Veselému a Markvarticím říčka Bystrá, která se na území Markvartic stáčí k jihozápadu a v Benešově nad Ploučnicí se z pravé strany vlévá do Ploučnice.

## Obyvatelstvo
Při sčítání lidu v roce 1921 ve vsi žilo 578 obyvatel (z toho 276 mužů), z nichž bylo dvanáct Čechoslováků, 563 Němců a tři cizinci. Kromě jednoho evangelíka a tří členů nezjišťovaných církví byli římskými katolíky. Podle sčítání lidu z roku 1930 měla vesnice 698 obyvatel: pět Čechoslováků, 690 Němců a tři cizince. Kromě římskokatolické většiny 681 osob ve vsi žilo šest evangelíků, čtyři členové nezjišťovaných církví a sedm lidí bez vyznání.
| Rok            | 1869  | 1880  | 1890 | 1900 | 1910 | 1921 | 1930 | 1950 | 1961 | 1970 | 1980 | 1991 | 2001 | 2011 | 2021 |
| -------------- | ----- | ----- | ---- | ---- | ---- | ---- | ---- | ---- | ---- | ---- | ---- | ---- | ---- | ---- | ---- |
| Počet obyvatel | 1 060 | 1 025 | 898  | 780  | 650  | 578  | 698  | 230  | 176  | 145  | 174  | 120  | 151  | 118  | 164  |
| Počet domů     | 156   | 162   | 152  | 152  | 148  | 147  | 151  | 128  | 40   | 38   | 30   | 42   | 44   | 49   | 49   |

## Pamětihodnosti
- Kostel svaté Máří Magdaleny
- Venkovské usedlosti čp. 20, 32 a 44

## Další fotografie

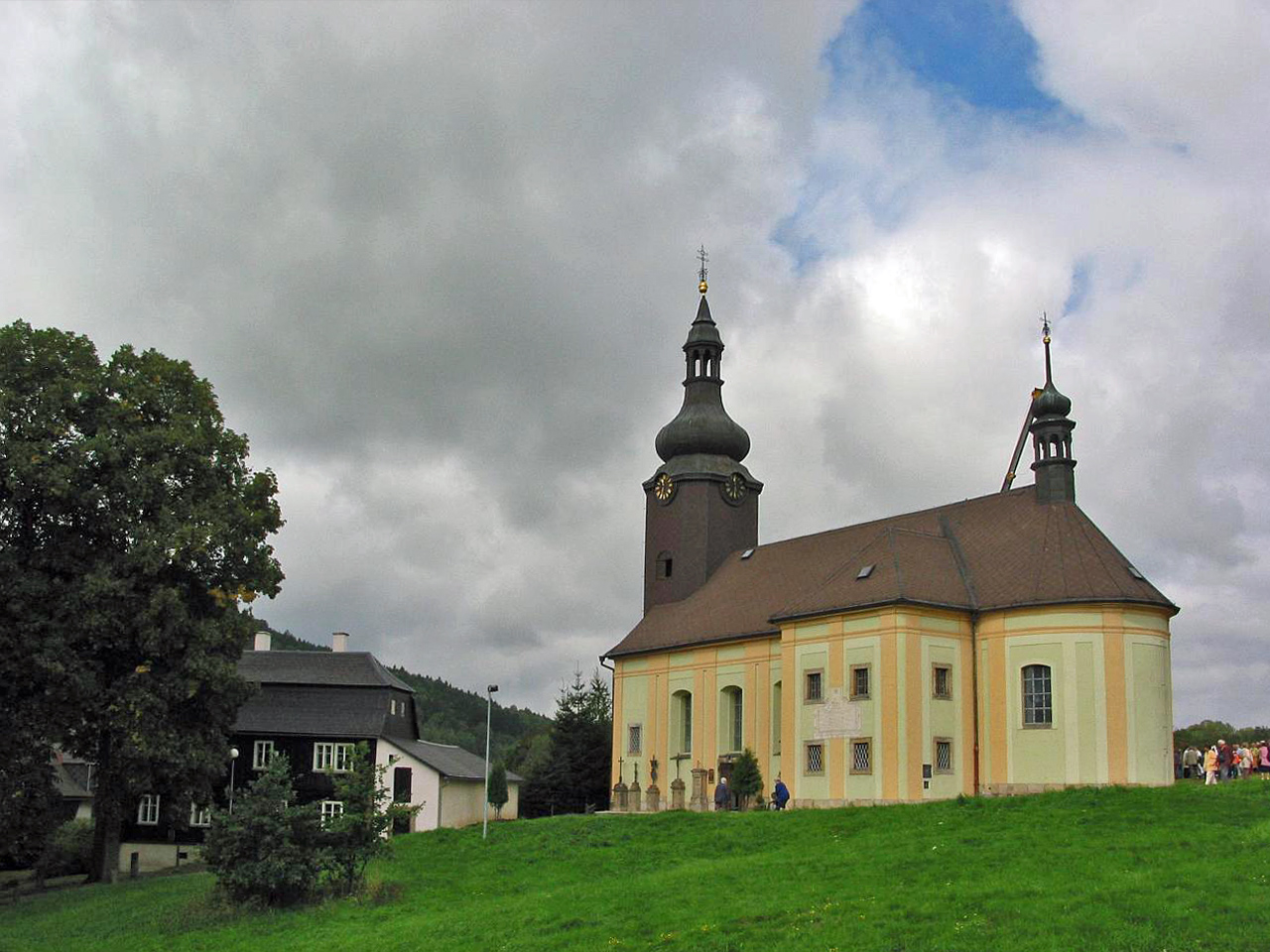
Kostel sv. Marie Magdalény
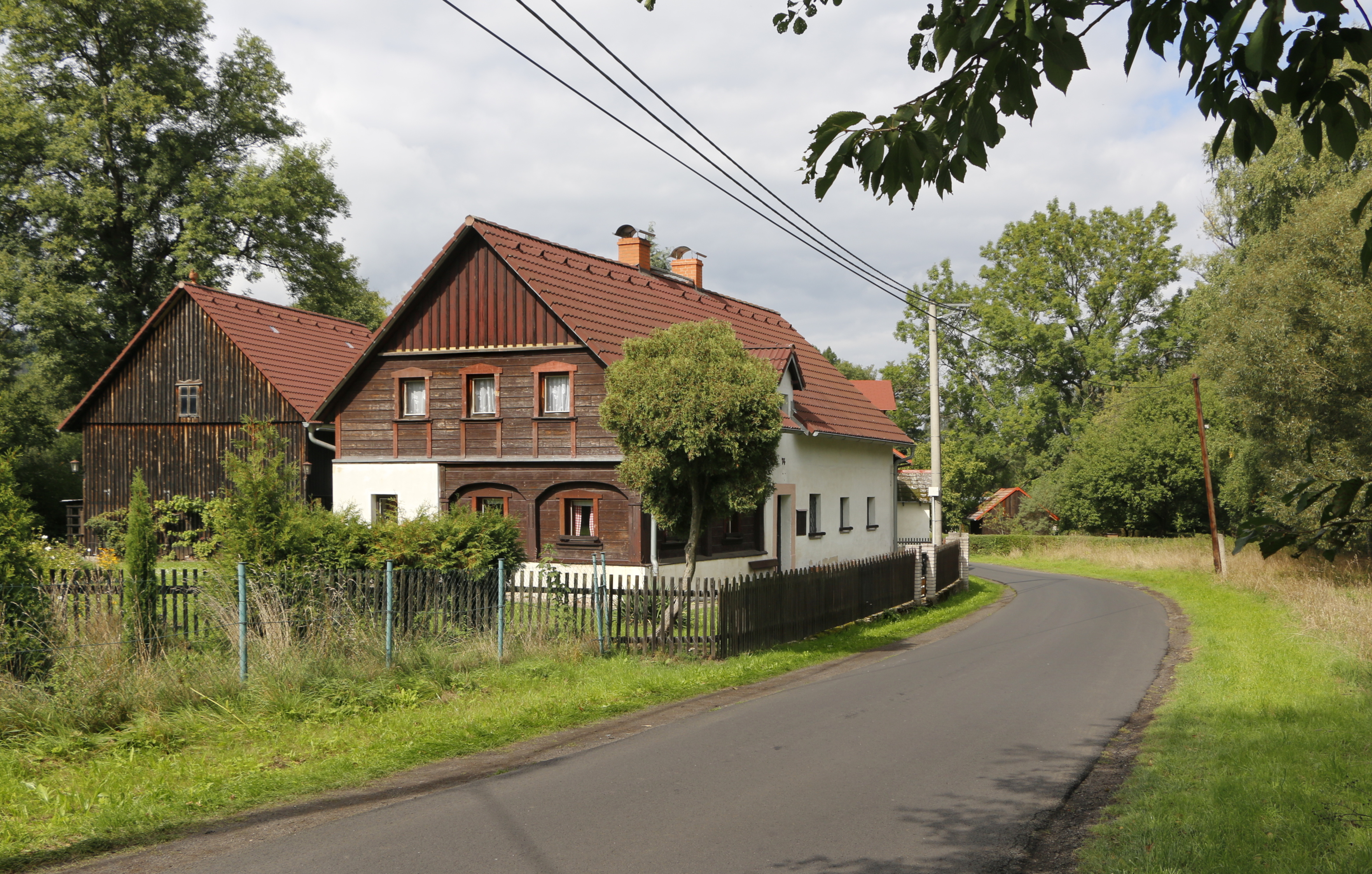
Dům čp. 74
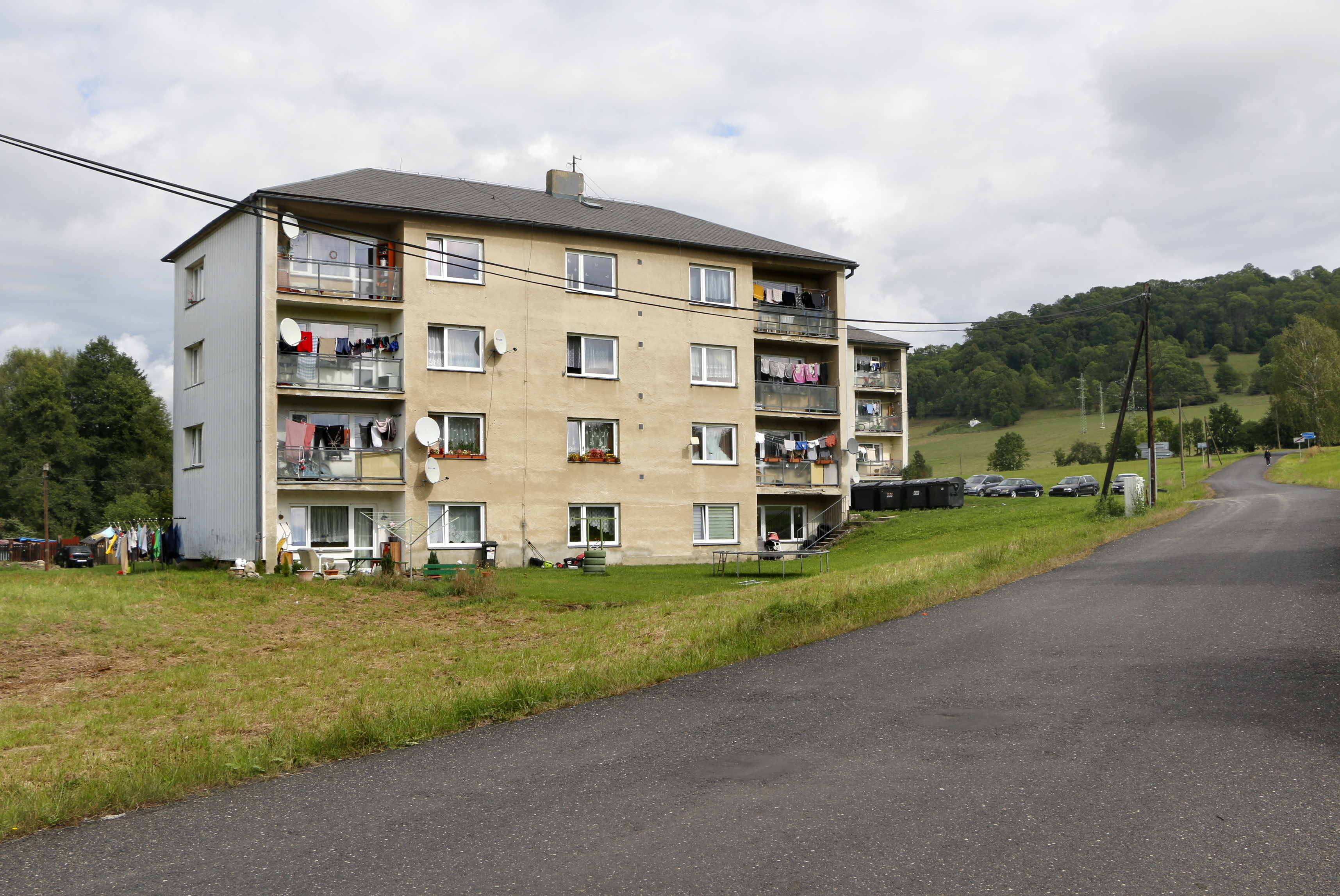
Bytovky ve středu vesnice
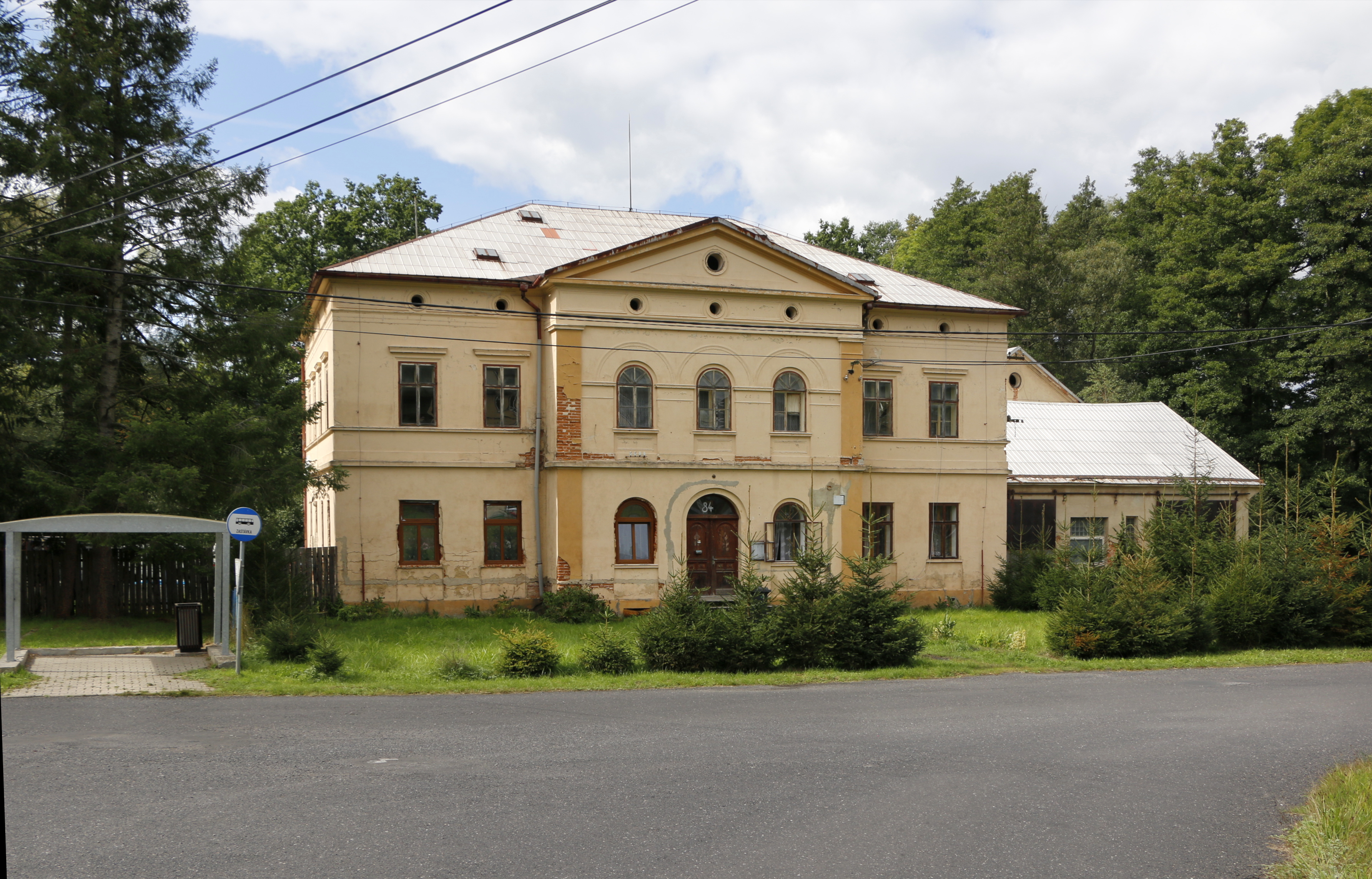
Klasicistní zámeček